# 守仁桥街
守仁桥街是位于中國上海市寶山區大場鎮一條南北走向道路，道路北起場中路，南至滬太支路，全长300米，宽7米。

## 歷史
清朝后期，大場鎮形成一條路面宽4米的道路，後來改建為煤屑路面。1984年拓宽改建成沥青路面。原本道路所在地有一個名叫守仁桥的橋。1988年10月，道路起名守仁桥街。2009年10月6日，守仁桥街发生道路塌陷，附近多个居民小区煤气、供水中断。